# Jan Olbrycht (Politiker)

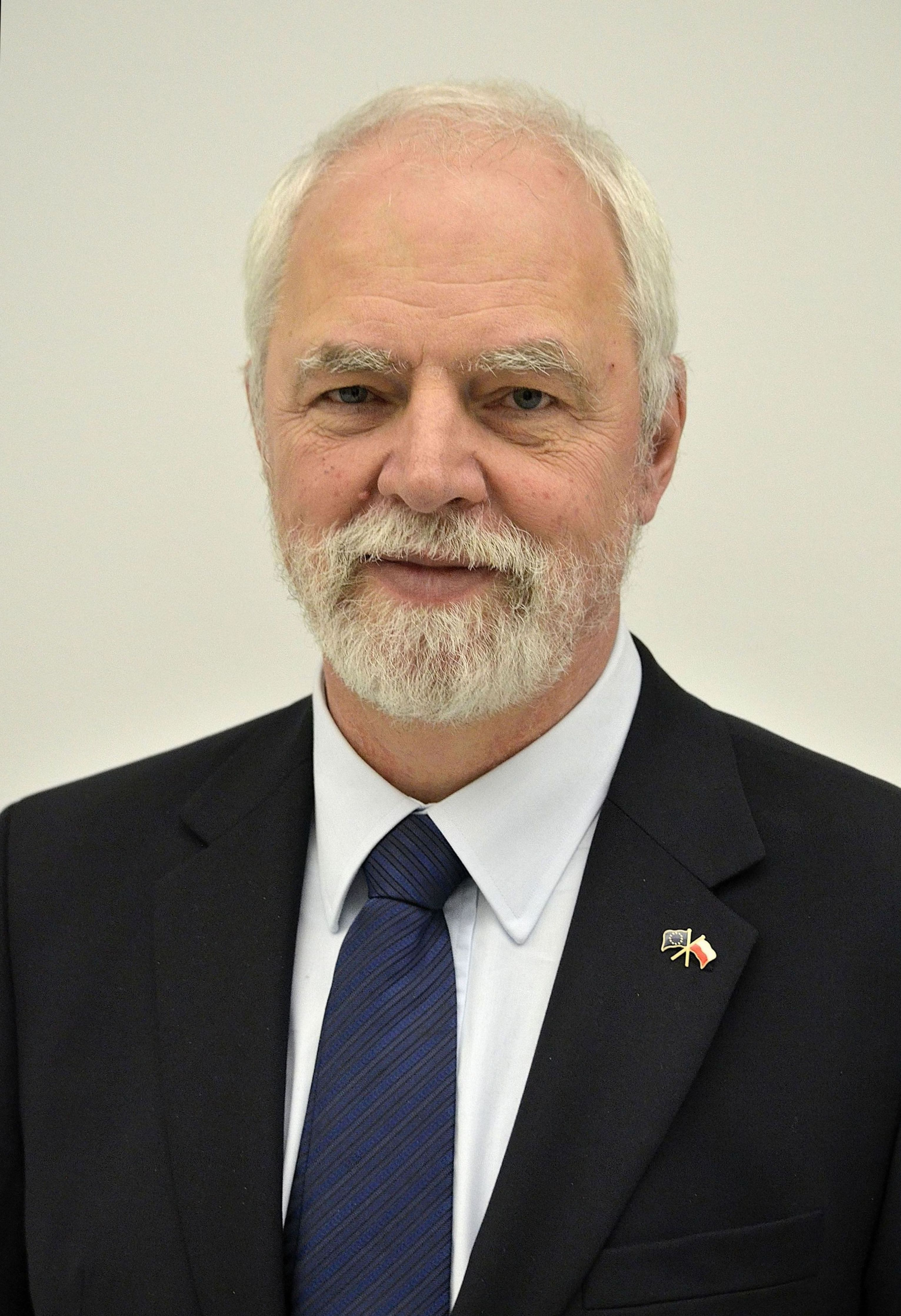
Jan Olbrycht (2015)

Jan Marian Olbrycht  (* 21. September 1952 in Rybnik) ist ein polnischer Politiker der Bürgerplattform (PO) und Soziologe.

## Leben
Olbyrcht studierte Soziologie an der Jagiellonen-Universität Krakau und schloss das Studium 1976 mit einem Magister ab. Anschließend lehrte er bis 1990 als Dozent an der Universität Schlesien, Außenstelle Cieszyn. 
1984 promovierte Jan Olbrycht in Soziologie und nahm 1985 eine Tätigkeit als Dozent an der Jagiellonen-Universität auf, welche er bis 1989 ausübte.
Er war Bürgermeister von Cieszyn von 1990 bis 1998.
1998 bis 2002 war Jan Olbrycht Marschall der Wojewodschaft Schlesien und von 2002 bis 2004 war er Abgeordneter im Woiwodschaftssejmik.
Olbrycht ist seit 2004 Abgeordneter im Europäischen Parlament. Dort ist er Mitglied der konservativen Fraktion der Europäischen Volkspartei. 
Für seine Verdienste im Bereich der europäischen Regional- und Kommunalpolitik wurde er 2005 mit dem Kaiser-Maximilian-Preis ausgezeichnet.